# STS–36
Az STS–36 jelű küldetés az amerikai űrrepülőgép-program 34., az Atlantis űrrepülőgép 6. repülése.

## Küldetés
Az Amerikai Védelmi Minisztérium, a Department of Defense (DoD) megbízásából a 6. űrrepülőgép repülés.

## Jellemzői
A beépített kanadai Canadarm (RMS) manipulátor kar 50 méter kinyúlást biztosított külső munkákhoz (műholdak indítása/elfogása, szerelések, hővédőpajzs külső ellenőrzése).

### Első nap
Február 22-re tervezték az indítást, de legénységi betegség és az időjárás viszontagságai miatt csak február 28-án indulhatott a program. Az Apollo–13 repülése óta másodszor fordult elő, hogy betegség befolyásolta az űrprogram elindítását.
1990. február 28-án az űrhajó szilárd hajtóanyagú gyorsítórakéták Solid Rocket Booster (SRB) segítségével Floridából, a Cape Canaveral (KSC) Kennedy Űrközpontból, a LC39–A (LC–Launch Complex) jelű indítóállványról emelkedett a magasba. Az orbitális pályája 88,5 perces, 62 fok hajlásszögű, elliptikus pálya perigeuma 198 kilométer, az apogeuma 204 kilométer volt. A szállított hasznos teher 19 600 kilogramm, leszálló tömeg 84 912 kilogramm. A 62°-os inklináció  – nemzetbiztonsági indokkal engedélyezett – egyedülállóan magas a Space Shuttle küldetések történetében.

## Hasznos teher

### Műhold
A tehertérben rögzített kommunikációs műholdat a Canadarm (RMS) manipulátor kar segítségével geoszinkron pályára  állították. Az űrrepülőgép három pályamódosítást hajtott végre, hogy az USA 53-at az előírt pályára helyezze.

#### USA 53
Gyártotta a Lockheed Martin (USA). Szolgáltatásait felhasználta a Nemzeti Felderítő Hivatal (NRO), a Központi Hírszerző Ügynökség (CIA), valamint az Az Amerikai Egyesült Államok Légiereje (USAF).
Nagy érzékenységű radar- és optikai (teljesen digitális képalkotó rendszer) felderítő műhold, típusa AFP–731. Gyártási költségét 500 millió USD-re becsülik. Az objektum megnevezései: Misty-1; USA 53 (1990-019B); KH–12; AFP–731 (Air Force Program). Kódjele: SSC 20516. Várható élettartama 7-8 év, 1990. március 16-án az orosz felderítés jelezte a műhold szétesését, március 31-én az USAF bejelentette eltűnését.
A Misty műholdak valószínű származása a KH–11-es blokkban gyártott műholdakból származhat. Az orbitális egység pályája 62 fok hajlásszögű, elliptikus pálya perigeuma 780 kilométer, az apogeuma 811 kilométer volt. Hasznos tömege 4000 kilogramm közelében lehetett. Átmérője 3,2 méter volt, hossza 2,6 méter, nyitott napelemfelülete 5x10 méter fesztávolságú. Az űreszköz energiaellátását napelem biztosította, éjszakai (földárnyék) energiaellátását kémiai akkumulátor biztosította. Üzemanyag-tartaléka, kémiai fúvókái biztosították a szatellit pályájának időnkénti megemelését, amennyiben a légköri fékező hatások miatt túlságosan alacsonyra süllyedne. Pályaelemei miatt csekély korrekciókra szorult. Titkosságból eredően több forrás (amatőr műholdas megfigyelők, hivatásos radar- optikai megfigyelések, orosz, és semleges csillagvizsgálók, USAF) jelezte, hogy az űreszköz 1990 novemberében eltűnt, szétesett. A szóhasználat több spekulációt feltételez.
Előző űreszköz az USA 52 (1990-015B), következő űreszköz az USA 54 (1990-025A).

#### Negyedik nap
1990. március 4-én Kaliforniában az Edwards légitámaszponton (AFB) szállt le. Összesen 4 napot, 10 órát, 18 percet töltött a világűrben. 3 089 280 kilométert repült, 72 alkalommal kerülte meg a Földet. Egy különlegesen kialakított Boeing 747 tetején március 13-án visszatért kiinduló bázisára.
A küldetés után a legénység meghívást kapott a Fehér Házba. George W. Bush elnök személyesen köszönte meg az űrhajósok munkáját, ezzel is jelezve szolgálatuk fontosságát.

## Személyzet
(zárójelben a repülések száma az STS–36-tal együtt)
- John Creighton (2), parancsnok
- John Casper (1), pilóta
- Richard Mullane (3), küldetésfelelős
- David Hilmers (3), küldetésfelelős
- Pierre Thuot (1), küldetésfelelős

### Visszatérő személyzet
- John Oliver Creighton (2), parancsnok
- John Casper (1), pilóta
- Richard Michael Mullane (3), küldetésfelelős
- David Carl Hilmers (3), küldetésfelelős
- Pierre Thuot (1), küldetésfelelős